# Lijst van voetbalinterlands Ethiopië - Guinee-Bissau
Deze lijst van voetbalinterlands is een overzicht van alle officiële voetbalwedstrijden tussen de nationale teams van Ethiopië en Guinee-Bissau. De landen speelden tot op heden een keer tegen elkaar. De eerste ontmoeting, een kwalificatiewedstrijd voor het Wereldkampioenschap voetbal 2026, werd gespeeld op 6 juni 2024 in Bissau.

## Wedstrijden
| № | Plaats | Datum        | Competitie           | Wedstrijd                | Uitslag |
| - | ------ | ------------ | -------------------- | ------------------------ | ------- |
| 1 | Bissau | 6 juni 2024  | WK 2026 kwalificatie | Guinee-Bissau − Ethiopië | 0 − 0   |
| 2 | n.n.b. | oktober 2025 | WK 2026 kwalificatie | Ethiopië − Guinee-Bissau | −       |

## Samenvatting
| Competitie      | Totaal gespeeld | Winst Ethiopië | Gelijk | Winst Guinee-Bissau | Doelsaldo Ethiopië – Guinee-Bissau |
| --------------- | --------------- | -------------- | ------ | ------------------- | ---------------------------------- |
| WK-kwalificatie | 1               | 0              | 1      | 0                   | 0 − 0                              |
| Totaal          | 1               | 0              | 1      | 0                   | 0 − 0                              |

EFF · 
A-internationals · 
Ethiopisch vrouwenelftal · Olympisch elftal
1940 – 1949 · 
1950 – 1959 · 
1960 – 1969 · 
1970 – 1979 · 
1980 – 1989 · 
1990 – 1999 · 
2000 – 2009 · 
2010 – 2019 ·
2020 − 2029
Algerije ·
Angola ·
Benin ·
Botswana ·
Burkina Faso ·
Burundi ·
Centraal-Afrikaanse Republiek ·
Comoren ·
Congo-Brazzaville ·
Congo-Kinshasa ·
Djibouti ·
Egypte ·
Ghana ·
Griekenland ·
Guinee ·
Guinee-Bissau ·
Guyana ·
Israël ·
Ivoorkust ·
Jemen ·
Joegoslavië ·
Kaapverdië ·
Kameroen ·
Kenia ·
Lesotho ·
Liberia ·
Libië ·
Madagaskar ·
Malawi ·
Mali ·
Marokko ·
Mauritanië ·
Mauritius ·
Mozambique ·
Namibië ·
Niger ·
Nigeria ·
Oeganda ·
Rwanda ·
Sao Tomé en Principe ·
Senegal ·
Seychellen ·
Sierra Leone ·
Soedan ·
Somalië ·
Tanzania ·
Togo ·
Tsjaad ·
Tunesië ·
Turkije ·
Zambia ·
Zimbabwe ·
Zuid-Afrika ·
Zuid-Jemen ·
Zuid-Soedan
FFGB · 
Guinee-Bissaus vrouwenelftal
Interlands
Tegenstander:
Algerije ·
Angola ·
Benin ·
Botswana ·
Burkina Faso ·
Centraal-Afrikaanse Republiek ·
Congo-Brazzaville ·
Djibouti ·
Egypte ·
Equatoriaal-Guinea ·
Ethiopië ·
Gabon ·
Gambia ·
Ghana ·
Guinee ·
Ivoorkust ·
Kaapverdië ·
Kameroen ·
Kenia ·
Liberia ·
Mali ·
Marokko ·
Mauritanië ·
Mozambique ·
Namibië ·
Nigeria ·
Oeganda ·
Sao Tomé en Principe ·
Senegal ·
Sierra Leone ·
Soedan ·
Swaziland ·
Togo ·
Zambia ·
Zuid-Afrika